# Kyle Gibson
Kyle Gibson (Los Angeles, 22 de maio de 1987) é um basquetebolista profissional estadunidense que atualmente joga pelo Budućnost VOLI Podgorica pela Erste Liga, EuroCopa e ABA Liga. O atleta possui 1,93m de estatura, pesa 93kg e atua na posição armador.

## Estatísticas

### EuroCopa
| Ano      | Equipe      | PJ | PT  | AP   | 3P   | LL   | RT | AS | BR | TO |
| -------- | ----------- | -- | --- | ---- | ---- | ---- | -- | -- | -- | -- |
| 2014-15  | Virtus Roma | 16 | 232 | 43.6 | 37.4 | 87.5 | 33 | 36 | 11 | 0  |
| 2017-18  | Budućnost   | 2  | 28  | 50   | 41.7 | 75   | 8  | 5  | 1  | 0  |
| Carreira | totais      | 18 | 260 | 44.3 | 37.8 | 86.4 | 41 | 41 | 12 | 0  |